# Préverenges
Préverenges (toponimo francese) è un comune svizzero di 5 292 abitanti del Canton Vaud, nel distretto di Morges.

## Geografia fisica
Préverenges si affaccia sul lago di Ginevra.

## Monumenti e luoghi d'interesse

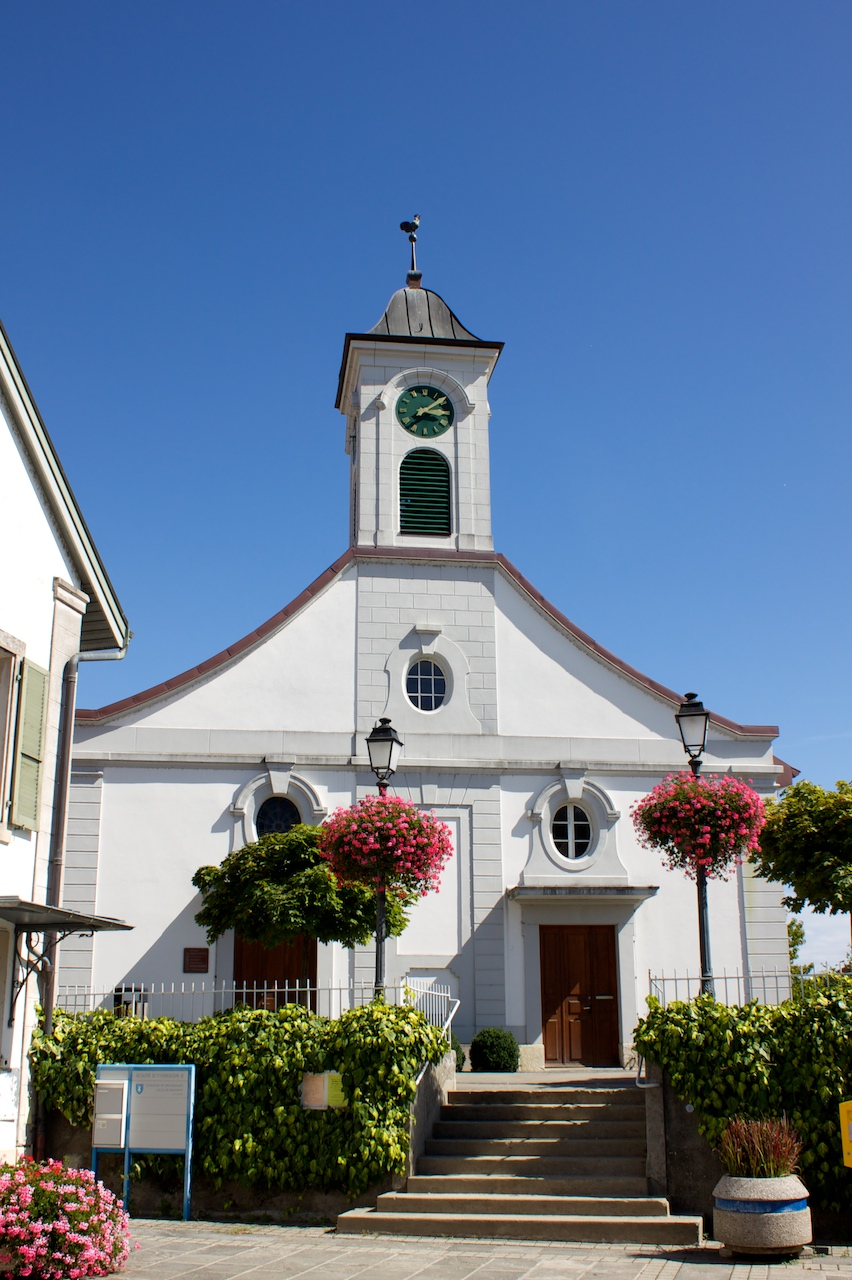
La chiesa riformata

- Chiesa riformata, ricostruita nel 1791-1792[1].

## Società

### Evoluzione demografica
L'evoluzione demografica è riportata nella seguente tabella:
Abitanti censiti

## Infrastrutture e trasporti

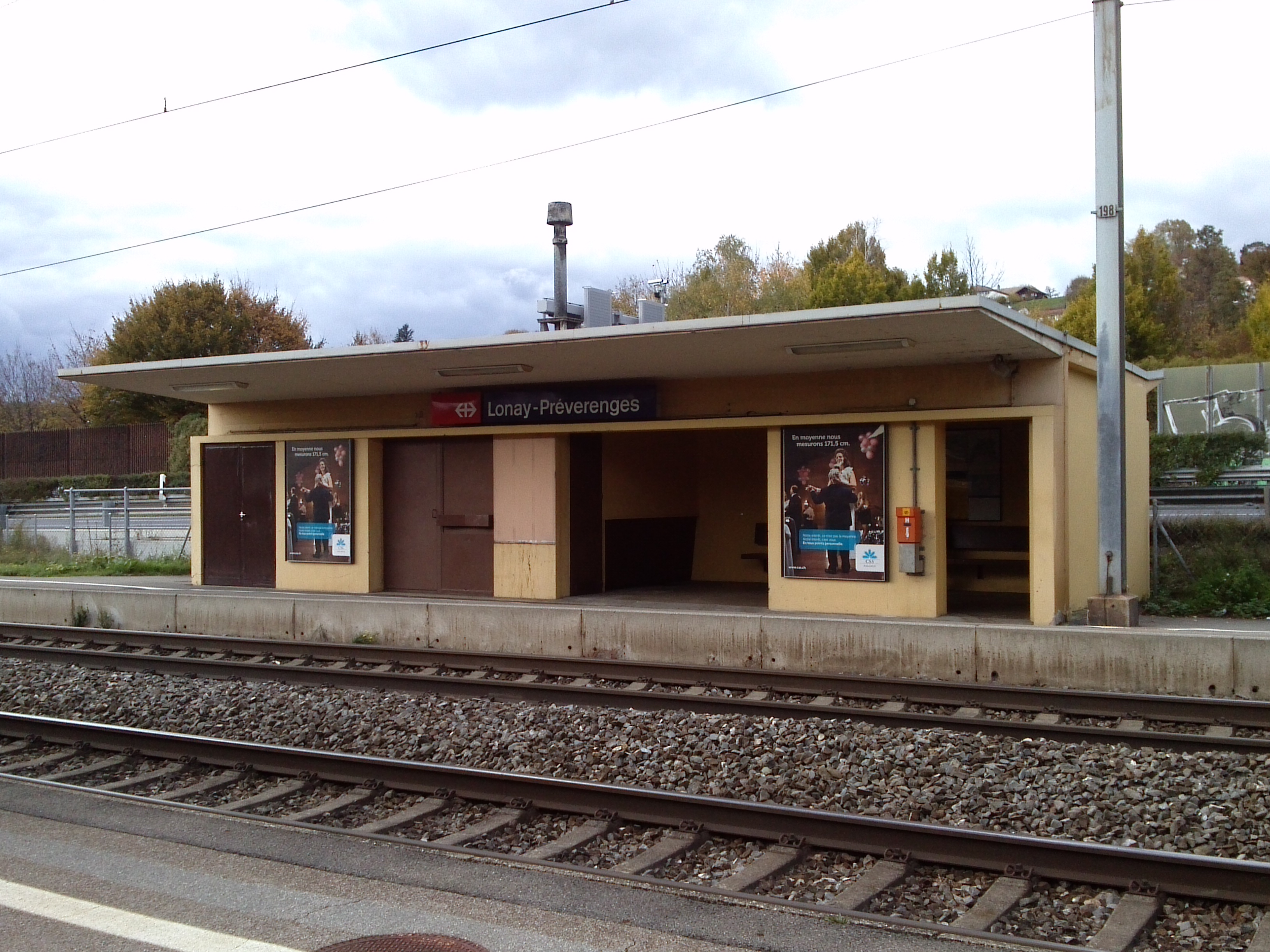
La stazione di Lonay-Préverenges

Préverenges è servito dalla stazione di Lonay-Préverenges sulla ferrovia Losanna-Ginevra.

## Amministrazione
Ogni famiglia originaria del luogo fa parte del cosiddetto comune patriziale e ha la responsabilità della manutenzione di ogni bene ricadente all'interno dei confini del comune.